# Летевци
Летевци (мкд. Летевци) су насеље у Северној Македонији, у северном делу државе. Летевци припадају општини Петровец, која окупља источна предграђа Града Скопља.

## Географија
Летевци су смештени у северном делу Северне Македоније. Од најближег већег града, Скопља, насеље је удаљено 40 km источно.
Насеље Летевци је у оквиру историјске области Блатија, која се обухвата источни део Скопског поља. Насеље је смештено изнад поља, на западним падинама Градиштанске планине. Западно од насеља тече река Пчиња, која овде тече кроз Бадарску клисуру. Надморска висина насеља је приближно 440 метара.
Месна клима је континентална.

## Становништво
Летевци су према последњем попису из 2002. године имали 6 становника.
Претежно становништво у насељу су етнички Македонци (100%).
Већинска вероисповест је православље.